# Styraconyx qivitoq
Styraconyx qivitoq är en djurart som tillhör fylumet trögkrypare, och som beskrevs av Kristensen och Higgins 1984. Styraconyx qivitoq ingår i släktet Styraconyx och familjen Halechiniscidae. Inga underarter finns listade i Catalogue of Life.